# Glaciar Lituya
El glaciar Lituya es un glaciar costero de Alaska. Se localiza en las coordenadas 58°44′07″N 137°46′21″O / 58.73528, -137.77250, dentro del Parque y Reserva Nacional Glacier Bay. Su fuente son los montes San Elías, y desagua en la bahía Lituya, en el golfo de Alaska.
Fue parcialmente responsable de originar el tsunami de Bahía Lituya de 1958, ya que tras el sismo que tuvo lugar en la falla tectónica bajo Lituya, el glaciar desplomó toneladas de tierra y rocas, provocando una ola de 1889 metros.